# Wałerij Woszczewski
Wałerij Mykołajowycz Woszczewski, ukr. Валерій Миколайович Вощевський (ur. 12 czerwca 1956 w miejscowości Hałycia w rejonie nieżyńskim) – ukraiński polityk, inżynier i urzędnik państwowy, od 2014 do 2015 wicepremier.

## Życiorys
W 1977 ukończył studia ekonomiczne w Kijowskim Instytucie Gospodarki Narodowej. Pracował jako ekonomista, a później na kierowniczych stanowiskach w przedsiębiorstwach państwowych. Po przemianach politycznych zatrudniony w sektorze prywatnym w sektorze paliwowym i rolniczym. W latach 2002–2003 był zastępcą kierownika jednego w wydziałów w Administracji Prezydenta Ukrainy, następnie do 2005 pierwszym zastępcą ministra gospodarki ds. kontaktów z parlamentem. Od 2005 do 2006 i od 2008 do 2010 stał na czele zarządu BAT DAK Awtomobilni Dorohy Ukrajiny. W 2010 krótko kierował państwową służbą ds. infrastruktury drogowej.
Od 2000 do 2008 kierował Ukraińską Wiejską Partią Demokratyczną. Kilkakrotnie bez powodzenia kandydował do parlamentu z ramienia bloków wyborczych organizowanych przez Wałerija Choroszkowskiego, Wołodymyra Łytwyna i Iwana Tomycza.
W wyborach w 2014 jako kandydat Partii Radykalnej Ołeha Laszki uzyskał mandat deputowanego do Rady Najwyższej. 2 grudnia tegoż roku w drugim gabinecie Arsenija Jaceniuka objął stanowisko wicepremiera. Zrezygnował we wrześniu 2015 w związku z wystąpieniem Partii Radykalnej z koalicji rządowej.